# Dietrich-Epen
Dietrich-Epen – nazwa określająca szereg spisanych w XIII w. małych eposów bohaterskich, opiewających czyny Dietricha (Dytryka) z Bernu.
Wszystkie eposy z tego kręgu tematycznego nawiązują do Pieśni o Nibelungach i Pieśni o Gudrun, nie osiągają jednak ich poziomu artystycznego. Szczególnie eposy późniejsze odbiegają daleko od pierwotnej formy i treści sag, zbliżając się do utworów śpiewaków wędrownych. Eposy należące do tej grupy, są świadectwem nakładania się i przechodzenia wątków i motywów z jednego opowiadania w drugie.
Biterolf i Dietleib stanowi splot motywów, pochodzących z Pieśni o Nibelungach, Pieśni o Waltariuszu oraz z epiki dworskiej. Treścią eposu są przygody Dietleba, który – w poszukiwaniu ojca – walczy z Guntherem, Gernotem i Hagenem, znajduje wreszcie ojca na dworze Attyli po licznych potyczkach wraca do Toledo.
Większą popularnością, o czym świadczą różne wersje 14 rękopisów, cieszył się eposy noszące tytuł Ogród różany (niem. Der Rosengarten). Głównym ich motywem jest zwycięska walka, jaką stoczyło 12 rycerzy dowodzonych przez Dytryka z rycerzami Zygfryda. O zwycięskich walkach bohatera z różnymi istotami leśnymi opowiada tyrolska saga o królu karłów Laurin, rozbudowana później w eposie Walberan. I tutaj również występuje motyw ogrodu różanego, połączony z motywem porwania dziewcząt przez karły. Głównymi postaciami są tu Dytryk z Berna, Hildebrand, Witege, Dietleib. Pod względem stylistycznym saga Laurin przypomina poezję dworską, nie dorównuje jej jednak czystością rymów.